# Пейсиз (Вірджинія)
36°38′43″ пн. ш. 79°05′55″ зх. д. / 36.64528° пн. ш. 79.09861° зх. д.
Пейсиз — це невключена громада в окрузі Галіфакс, Вірджинія, США.

## Історія
Поштове відділення під назвою «Пейс» (англ. Pace) заснували 1882 року, і воно діяло до 1965. Громада отримала свою поточну назву від певного містера Пейса, який пожертвував цю територію залізниці взамін на це найменування.